# La huella de Tara
 La huella de Tara  es una película documental de Argentina filmada en colores dirigida por Georgina Barreiro sobre su propio guion que se estrenó el 1 de agosto de 2019 y se refiere a la vida del pueblo Bhutia, que habita en la región del Himalaya. El filme fue presentado en los festivales cine de Locarno y de Mar del Plata.

## Sinopsis
Documental sobre el pueblo Bhutia, que habita  en medio de los Himalayas, en la región de Sikkim que actualmente  pertenece a la India, a través de las vivencias de cuatro jóvenes en vísperas de un festival de talentos musicales que hará las veces de hilo conductor del relato.

## Críticas
Diego Batlle en La Nación opinó:

”… más allá de sus valores estéticos (la belleza de muchos de sus planos es sobrecogedora sin por eso regodearse en el pintoresquismo) y etnográficos (nos sumerge en una comunidad como la de Khechuperi que está a orillas de un lago sagrado y parece perdida en el mapa y anclada en el tiempo), expone a través de las vivencias cotidianas de cuatro hermanos que a su vez son los representantes más jóvenes de una familia numerosa, las múltiples facetas artísticas, religiosas (fuerte presencia del budismo tibetano), ecológicas (es una zona protegida) y socioculturales de la zona, las contradicciones generacionales, y las frustraciones, carencias y desafíos para aquellos que quieren encontrar nuevos caminos personales y profesionales en un mundo cada vez más globalizado. Honesta, respetuosa y sensible, se trata de una auténtica rareza en el contexto actual del documental argentino.”

Ezequiel Boetti en Página 12 escribió:

”...explora la compleja convivencia entre tradición y contemporaneidad…un film por momentos hipnótico, siempre sensorial, hecho con las armas más clásicas del documental de observación: un dispositivo cinematográfico no intrusivo, la adaptación del tempo narrativo a la fluidez de las acciones y un oído atento a los diálogos de sus personajes…. pisa firme desde el comienzo … en la construcción de un vínculo de confianza entre quien filma y los filmados… A través de ellos Barreiro ilustra las inquietudes de una generación que percibe el mundo con ojos globalizados. Una percepción que entra en conflicto con la de los adultos mayores que crecieron allí pensando que el futuro era poco más que encontrar un espacio funcional a la dinámica comunitaria….La huella de Tara funciona a la par como relato de iniciación y de un viaje con un destino tan exótico como desconocido. Una realidad que el cine pone, al menos por un rato, al alcance de los ojos.”